# Skive
Skive Dánia egyik városa, a Skive-fjord partján, Viborgtól északnyugati irányban. A 13. században várat emeltek Skiveban. A Gambe Kirke templom freskóit 1550 és 1552 között festették.
1942-ben épült meg a Skive Városi Múzeum, aminek grönlandi anyaga is van, a helyi leleteken kívül. 76 méter magas a Lille Jenshoj, ahonnan megcsodálható a panoráma. Jelenleg gimnázium működik a Krabbesholm-udvarházban. 
A Lihme temploma a legkorábban épült Észak-Jyllandban. Már 1176-ban felújításának szükségességét jegyzik. Freskóit a 15. században készítették. Szentélyében oroszlánszobrok vannak.
Skive városától nyugatra Lem templomát is felkereshetjük, apszisa és két kapuzata díszített, kápolnájának falfestményeit a 15. században készítették.
További látványosság a Spottrup-vízivár, vizesárkok és falak veszik körül. 1400 körül építették Viborg püspökei, 1937-ben állami tulajdon lett.   